# Bioterrorisme
El bioterrorisme és aquell terrorisme que vol treure profit de l'efecte de l'alliberament o disseminació intencional de virus, bacteris o toxines, ja siguin naturals o prèviament modificats per l'ésser humà, amb el propòsit de generar malaltia, mortalitat, pànic i terror. L'objectiu no ha de ser únicament l'espècie humana si no que també la diana pot estar en espècies animals o vegetals.
En condicions “ideals” l'agent ha estat modificat per la mà humana incrementant la capacitat de generar malaltia, o la seva resistència a factors ambientals o a medicines, o millorant la seva capacitat de disseminació. “Idealment” també, interessen agents que tinguin una certa latència, que generin el seu efecte passats alguns dies per dificultar o impossibilitar la recerca epidemiològica posterior. Aquests llargs períodes d'incubació, a més, permetent una més gran penetració de la infecció a la població abans que sigui possible cap diagnòstic. Així, un únic disseminador (bioterrorista) podria assolir diversos objectius (alliberar l'agent biològic) en diferents llocs abans que l'atac no fos ni tan sols sospitat pel sistemes de vigilància. Encara que un nombre important de persones comencessin a manifestar símptomes no específics pocs dies després de l'atac, a la comunitat mèdica li costaria un cert temps (dies o setmanes) en unir les peces del trencaclosques i provar l'origen bioterrorista de l'epidèmia. Les vies de disseminació són totes les possibles; aire, aigua o menjar.
L'atractiu dels agents biològics ve de que són relativament fàcils i barats d'obtenir, es poden disseminar amb certa facilitat, i generen una disrupció, un pànic, una histèria, un caos en la població que pot ultrapassar llargament l'efecte real del brot o de la malaltia. Tanmateix l'ús convencional al camp de batalla clàssic té importants limitacions; els patògens no distingeixen banderes i no destrien entre les forces enemigues i les pròpies; ni tampoc entre la població pròpia i l'aliena.
El bioterrorisme no necessàriament cerca causar un nombre gran de morts immediates per fer efectiu; de fet, la majoria del agents biològics estan etiquetats com a “agents incapacitants”, que no produeixen malalties letals. Són més “efectius” si incapaciten i posen en tensió els sistemes de salut a l'inundar-los de centenars o milers de malalts infectats, ultrapassant les reserves de medicaments o altres mesures terapèutiques i les instal·lacions d'aïllament o contenció.
El focus d'atenció no ha de ser necessàriament l'ésser humà. El focus pot estar en els animals o les plantes, ja que a un estat, a una població, se la pot fer rendir també per fam. Recordem, sense que sigui una conseqüència d'un fet bioterrorista, l'epidèmia del virus de la febre aftosa (foot-and-mounth disease virus) a Gran Bretanya el 2001, i una posterior el 2007, i el trasbals econòmic que suposa per un país desenvolupat que no tenia de fer front a una segona crisi simultània, com seria una guerra.
Als Estats Units, els agents biològics que tenen potencial per suposar una amenaça greu per la salut i la seguretat pública són etiquetats com a “agents seleccionats” (Select Agents).

## Categorització agents bioterroristes
El Centre de Control i Prevenció de malalties (CDC) divideix aquests agents en 3 categories; A, B i C.

### Categoria A
Agents d'alta prioritat, que poden transmetre’s i disseminar-se fàcilment, resultant en altes taxes de mortalitat, amb un fort impacte a la salut publica, i potencials generadors de situacions de pànic. Dintre d'aquest grup es troba Francisella tularensis (causant de la tularèmia), Bacillus anthracis (àntrax), el virus de la verola, la toxina botulínica, Yersinia pestis (causant de la pesta bubònica), i els virus de febres hemorràgiques (no solament Filovirus, com Ebola i Marburg, si no també Arenavirus, com els virus Lassa i Machupo).
- Tularèmia o "Febre dels conills". Té un baix índex de mort, però, pot causar severes incapacitats. Aquesta malaltia és causada pel bacteri Francisella tularensis, i pot ser contreta pel contacte amb el pelatge, inhalació, ingestió d'aigua contaminada o per mossegada d'insectes (CDC, 2016). Francisella tularensis és un bacteri molt infecciosa, un petit nombre (10-50 o més organismes) poden provocar la malaltia. En cas d'emprar-se amb finalitats bioterroristes, aquests bacteris serien deixats anar en l'aire, el més aerosolitzats possibles, per permetre una exposició a la inhalació. La gent que inhalés Francisella tularensis pot experimenta severes malalties respiratòries, incloent pneumònia, infeccions sistemàtiques o altres malalties que poden ser mortals, si no són tractades. Aquest bacteri es pot aïllar de la natura i pots ser cultivat en laboratori.
- Àntrax. L'àntrax és una malaltia no contagiosa causa per una espora que forma el bacteri Bacillus anthracis. Existeixen vacunes per l'àntrax però requereix moltes injeccions per mantenir la protecció. Si es diagnostica àntrax en una etapa primerenca es pot tractar amb èxit amb antibiòtics com ciprofloxacina. El seu primer ús descrit amb finalitats de guerra biològica va ser a Finlàndia, 1916, quan "lluitadors de llibertat" escandinaus van usar àntrax subministrat per l'exèrcit alemany contra l'Exèrcit Imperial Rus amb resultats desconeguts. Molt més tard, el 1993, el grup Aum Shinrikyō va usar àntrax en un intent fallit a Tòquio sense causar víctimes mortals (Takahashi et al., 2004). L'àntrax va saltar a escena també al 2001 en diversos atacs als Estats Units, en enviaments postals. L'àntrax és un dels pocs agents biològics pel qual els empleats federals dels EUA han estat vacunats. La soca emprada es va traçar com a sortida d'un laboratori de recerca dels mateixos EUA.
- Verola. La verola és un virus altament contagiós, que es transmet fàcilment a través de l'aire i té un alt índex de mortalitat (20-40%) (CDC Smallpox page, 2016). La verola va ser erradicada del món als anys setanta del segle passat, gràcies a un programa de vacunació mundial. De qualsevol manera, algunes reserves del virus encara estan emmagatzemades a laboratoris de Rússia i els Estats Units. Hi ha temença que amb la caiguda de la Unió Soviètica alguns d'aquests cultius hagin passat a estar disponibles per altres estats o entitats sub-estatals. Tot i que la gent nascuda abans de 1970 hagi estat vacunada de verola, l'efectivitat de la vacuna està limitada a un nivell d'immunitat de 3 a 5 anys; per immunitat més llargues cal sotmetre’s a revacunacions. Per a tant, la major part de la població mundial estaria desprotegida en cas d'un brot. Com una arma biològica, la verola és perillosa per la seva naturalesa altament contagiosa, amb transmissió exclusivament intra-humana sense vectors o reservoris exteriors.
- Toxina botulínica. La toxina botulínica és una de les neurotoxines més mortíferes conegudes, i és produïda pel bacteri Clostridium botulinum. Causa la mort per una insuficiència respiratòria i paràlisis. És una toxina disponible mundialment per les seves aplicacions cosmètiques.
- Pesta pulmonar. Aquesta plaga és una malaltia causada pel bacteri Yersinia pestis (l'agent causal de la Mort Negra que assolà Europa a l'Edat Mitjana). Els rosegadors són normalment els hostes d'aquesta plaga i la malaltia és transmesa als humà per mossegades de puces que hi viuen sobre els rosegadors i ocasionalment per bioaerosol (secrecions dels esmentats animals, infecció per aerosols) en la forma de pesta pneumònica (PHAC, 2011; CDC, 2015). Es considerada una amenaça biològica per la seva facilitat de cultiu i l'habilitat de mantenir-se en circulació a través dels rosegadors locals per un període llarg de temps.
- Febres hemorràgiques virals. Això inclou les febres hemorràgiques causades per membres de la família Filoviridae (virus Marburg i Ébola), i de la família Arenaviridae (virus Lassa i virus Machupo, entre altres) (CDC, VHF page, 2015). La malaltia pel virus de l'Ébola, per exemple, té índexs de mortalitat entre el 25% i el 90% amb una mitjana del 50%. No existeix encara una cura, més enllà de tractament de suport, però sí una vacuna pels contactes dels infectats que s'ha assajat al darrer brot a Guinea-Liberia-Sierra Lleona (2014-2015). La Unió Soviètica va investigar l'ús dels filovirus per guerres biològiques, i el grup seguidor de Aum Shinrikyō va intentar obtenir cultius d'Ébola sense èxit. Els arenavirus també causen febres hemorràgiques amb una taxa de mortalitat més reduïda que aquella mostrada pels filovirus, però es troben àmpliament distribuïts, tant a Àfrica com a Sud-amèrica.

### Categoria B
Agents amb moderada capacitat de transmissió i disseminació i baixes taxes de mortalitat. Dintre d'aquest grup es troben especies de Brucella, Burkholderia, Rickettsia, Coxiella burnetii (causant de la febre Q), Chlamydia; Vibrio cholerae (el bacteri, que no virus, del colera), Cryptosporidium parvum; i bacteris de transmissió alimentària com especies de Salmonella, Shigella, Staphylococcus aureus o Escherichia coli enteropatogèniques com la E.coli O157:H7. També virus causants d'encefalitis com els alphavirus.

### Categoria C
Patògens “naturals” emergents que poden ser manipulats per afavorir la seva disseminació massiva; o agents fàcils d'obtenir o produir, amb altes taxes de mortalitat o amb potencial impacte en salut pública. Dintre d'aquest darrer grup tindríem els Hantavirus, els virus Nipah, el SARS coronavirus, o el VIH/SIDA.

## Història
El bioterrorisme no és una nova estratègia (Woodall, 2007). S'ha aplicat de forma inconscient pel que fa als mecanismes però conscient pel que fa als seus efectes des de fa milers d'anys. Una amplia varietat d'agent biològics com bacteris, fongs, virus, però també insectes, rèptils, toxines i verins, estesos per les més imaginatives solucions tècniques (o les més primàries i barroeres), s'han fet servir en diverses ocasions. Alguns casos serien els següents:

### Historia antiga, clàssica i contemporània.

#### La Pesta d'Atenes
La informació d'aquesta epidèmia s'obté a partir dels relats de Tucídides. Aquesta epidèmia passà a Atenes en lluita amb Esparta (molt freqüents les lluites a les ciutats estats gregues) entre el 430 i el 426 aC (Papagrigorakis et al., 2008; 2013). Tucídides apuntà als seus relats que la sobtada manifestació del brot (que es manifestà primer a Pireus, la zona del port, i després a la part alta de la ciutat) podia estar lligada a l'enverinament dels subministraments d'aigua pels espartans. No hi havia proves, però. Tanmateix al 2013 es van detectar la presència de Salmonella enterica serovar Typhi en ossos de enterraments datats i documentats de l'època. Encara que és evident que en un setge es donen múltiples malalties infeccioses, la simptomatologia descrita per Tucídides i aquesta troballa fa el lligam molt intens i prou probatori. Queda per esbrinar com va entrar la malaltia a la ciutat, encara que la imatge d'espies espartans i còmplices reptant dins la gran muralla que envoltava la ciutat assetjada i enverinant intencionadament l'aigua amb material contaminat (en aquella època les diarrees infeccioses i la disenteria, les febres tifoides, estaven a l'ordre del dia, també entre els assetjadors) és probable.
De fet l'enverinament de subministraments d'aigua ja havia tingut un precedent descrit a l'historia, com apunta Pausanias en el setge de l'antiga Kirra (595-585 aC) fins al complert extermini de la població de la ciutat.

#### El precedent de Kirra.
Kirra era un port del golf de corinti, la via més fàcil per arribar al santuari de Delfos. Els habitants de Kirra aprofitaren aquesta ubicació per carregar amb impostos el pas per la ciutat i per estafar i robar sovint els pelegrins. Cansats d'aquesta actitud altres ciutats gregues s'uniren en la Lliga Anfictionica i al demanar al déu Apol·lo (i se suposa que a l'oracle de Delfos, part interessada) que calia fer amb la ciutat aquest els va aconsellar exterminar a tots i cadascun dels habitants de Kirra. La guerra subseqüent va durar deu anys (595 aC-585 aC) i va ser coneguda com la Primera Guerra Sagrada. Hi ha diferents versions dels fets però en tots els casos es parla de l'enverinament del subministrament d'aigua per una planta verinosa, l'el·lèbor. Als albors de la medicina es reconeixien dos tipus d'el·lèbor; l'el·lèbor negre, que incloïa diverses especies del gènere Helleborus, i l'el·lèbor blanc, ara conegut com a Veratrum album, que pertany a una família diferent. Es pensa que aquesta última, encara que altament tòxica, era emprada per Hipòcrates com a purgant. L'el·lèbor negre, també tòxic, causa vertigen, set, sensació d'ofec, inflor de la llengua i la gola, vòmits, bradicàrdia (disminució de la freqüència cardíaca), i finalment, en alguns casos col·lapse i mort per aturada cardíaca. Sembla que el consell va venir d'un asclepíade, un metge, anomenat Nebros. L'el·lèbor aviat va fer rendir els defensors, que estaven tant febles per les diarrees que patien que no van ser capaços de seguir resistint l'assalt. Kirra va ser capturada i tota la població, massacrada. Nebros era un avantpassat d'Hipòcrates de Cos, de manera que aquesta història ha portat a preguntar-se si no podria haver estat culpa del mal ús que el seu avantpassat va fer dels seus coneixements de plantes i verins el que va portar a Hipòcrates a establir el jurament hipocràtic, com un fre a futures temptacions o desviacions (Mayor, 2003).

#### El cas de Jeffrey Amherst.
Un altre episodi involucrà un alt cap militar britànic a la Amèrica encara colonial en lluita amb les tribus indies. Es tracta de Jeffrey Amherst (1717-1797).
La correspondència que va mantenir amb el seu subaltern Henri Bouquet, un mercenari de origen suís, mostra que pel seu cap passà practicar la guerra biològica amb les tribus indies, al suggerir el repartiment de mantes contaminades amb el virus de la verola als indis que assetjaven una fortificació, Fort Pitt. Concretament escriví: will do well to try to innoculate the Indians by means of blankets, as well as every method that can serve to extirpate this execrable race (faries bé en intentar infectar els indis amb mantes, o per qualsevol altre mètode tendent a extirpar a questa execrable raça) (Univ. Massachusetts). Tanmateix la historia diu que el comandant de l'esmentada plaça fortificada ja havia fet el repartiment de mantes per pròpia iniciativa, abans del bescanvi de missatges. Al repartiment de les mantes li seguí una epidèmia de verola que afectà enormement als amerindis, que no havien estat gaire exposats a la malaltia (va arribar a Amèrica amb els europeus) i, per tant, no havien desenvolupat immunitat (Fenn, 2000). Pels europeus però, era relativament benigna. Alguns autores senyalen, no obstant, la dificultat de provar que el repartiment de mantes fos causa directa de l'epidèmia, ja que els brots eren freqüents en aquella època i els caps indis que reberen les mantes no es van infectar. En qualsevol cas, segons afirmà Jeffrey Amherst al seu propi diari, l'epidèmia resultant arribà a les 100.000 víctimes.

### Segle XX
En els començaments de la Primera Guerra Mundial, es va intentar utilitzar carboncle (àntrax maligne) sobre poblacions animals (animals de tir, en aquella època els exèrcits encara no anaven motoritzats), tot i que es va demostrar ineficaç. Posteriorment, Alemanya va llançar una campanya de sabotatge biològic contra els Estats Units, Rússia, Romania i França. En aquest moment, 1915, Anton Dilger vivia a Alemanya, però es va traslladar als Estats Units carregant cultius de borm, una malaltia virulenta per a cavalls i mules (Woodall, 2007). Dilger va establir un laboratori a la seva llar en Chevy Chase (Maryland). Va utilitzar estibadors que treballaven als molls de Baltimore per infectar cavalls amb borm mentre aquests esperaven a ser enviats amb vaixell a Gran Bretanya. Dilger, tot i que va concertar fortes sospites de ser agent alemany, mai va ser arrestat. Acabà a Madrid, Espanya, on va morir durant la pandèmia de grip de 1918. El 1916, els russos van arrestar agents alemanys amb intencions similars. Se sap que Alemanya i els seus aliats van infectar multitud de cavalls i mules russes en el front de l'Est, accions que van obstaculitzar l'artilleria i moviments de les tropes, així com enviaments de subministraments.
El 1972, la policia a Chicago arrestar dos estudiants, Allen Schwander i Stephen Pera, els qui havien planejat enverinar l'aigua de la ciutat amb Salmonella typhi (agent causal de la febre tifoide) i altres bacteris (Carus, 2011). Schwander havia fundat un grup terrorista, "RISE", Mentre que Pera va recol·lectar i mantenir cultius bacterians de l'hospital en el qual treballava. Els dos homes van volar a Cuba després de ser posats en llibertat sota fiança. Schwander va morir de causes naturals el 1974, mentre que Pera va tornar als Estats Units el 1975 i va ser posat sota vigilància.
L'atac bioterrorista osho de 1984: a l'estat d'Oregon, seguidors del moviment osho van intentar controlar una elecció local incapacitant a la població de la zona. Per a això van contaminar les amanides en onze restaurants, productes en botigues de queviures i altres establiments públics amb el bacteri Salmonella typhimurium, uns pocs dies abans de la votació. L'atac va infectar a 721 persones de la ciutat de The Dalles, algunes van haver de ser hospitalitzades. No hi va haver casos fatals (Novak, 2016). Aquest incident ha estat, per ara, el primer i únic atac bioterrorista als Estats Units.
El cas d'Aum Shinrikyō alliberant àntrax a Kameido (Takahashi et al., 2004): al juny de 1993 el grup de seguidors de Aum Shinrikyō va deixar anar àntrax a Tòquio. Els testimonis de la zona van informar a les autoritats de pudor (no es feren servir cultius purificats); l'atac va ser un fracàs total, ja que no va afectar cap persona pel fet que es va utilitzar la soca vacunal d'aquest bacteri.

### Segle XXI
Atacs amb àntrax: Al setembre i octubre de 2001, cartes que contenien àntrax (espores de Bacillus anthracis) infecciós van ser enviades a les oficines de diferents mitjans de comunicació i al congrés dels Estats Units. Cinc persones van morir (la majoria empleats del servei postal) de resultes de la infecció i 22 van resultar hospitalitzades (CDC, 2016).